# Liberty (Tennessee)
Liberty é uma cidade  localizada no estado norte-americano de Tennessee, no Condado de DeKalb.

## Demografia
Segundo o censo norte-americano de 2000, a sua população era de 367 habitantes.
Em 2006, foi estimada uma população de 385, um aumento de 18 (4.9%). Em 2010 tinha 310 habitantes.

## Geografia
De acordo com o United States Census Bureau tem uma área de
2,7 km², dos quais 2,7 km² cobertos por terra e 0,0 km² cobertos por água. Liberty localiza-se a aproximadamente 176 m acima do nível do mar.

## Localidades na vizinhança
O diagrama seguinte representa as localidades num raio de 20 km ao redor de Liberty.